# Lepanthes saltator
Lepanthes saltator är en orkidéart som beskrevs av Carlyle August Luer. Lepanthes saltator ingår i släktet Lepanthes och familjen orkidéer.
Artens utbredningsområde är Ecuador. Inga underarter finns listade i Catalogue of Life.